# Colin Towns
Colin William Towns (Grande Londra, 13 maggio 1948) è un compositore e tastierista inglese.
È stato notato per aver suonato in gruppi formati dall'ex cantante dei Deep Purple Ian Gillan ed in seguito ha lavorato a lungo nella composizione di colonne sonore per film, televisione e pubblicità. Ha imparato a suonare il pianoforte e da bambino, all'età di 13 anni ,guadagnava soldi suonando a matrimoni e compleanni nel suo quartiere dell'East End di Londra. Ha continuato a suonare in numerose band da ballo, ensemble jazz, fino a diventare un musicista di sessione . La sua principale passione musicale è il jazz ed ha realizzato diversi album ben accolti insieme alla sua big band, la Mask Orchestra. Ha anche fondato un'etichetta discografica indipendente, Provocateur.

## Carriera
Nel 1976 è stato reclutato come tastierista per sostituire Mickey Lee Soule nella Ian Gillan Band . Nel corso del tempo ha sviluppato un crescente interesse per la composizione e Gillan affermò che fu "Fighting Man", un brano scritto da Towns, a puntare la direzione per i Gillan. Nel 1978 Gillan sciolse la Ian Gillan Band, la precedente formazione, il cui sound sperimentale aveva forti influenze jazz-rock, e mantenne il solo Towns, per fondare i Gillan, più orientati verso un hard-rock tradizionale. Incoraggiato da Gillan, Towns co-scrisse molte delle canzoni per la nuova band. Mentre era con la band, Towns approfittò del suo tempo libero per comporre musica che andasse oltre la direzione heavy metal di Gillan. Il suo album solista del 1980 rimane inedito, anche se un brano è stato rielaborato per l'LP "For Gillan Fans Only" e Making Faces è stato pubblicato nel 1982. Ha presentato una colonna sonora demo per il film del 1977 con Mia Farrow, Full Circle, che ha ricevuto recensioni che ne elogiarono la musica. Con il bassista John McCoy, Towns è stato ospite dell'album del 1979 dei Samson intitolato "Survivors".
Nel 1982, Towns suonò con la rock band spagnola Barón Rojo, con cui incise Volumen Brutal .
Nel 1982, Ian Gillan sciolse la band e Towns decise di dedicarsi alla composizione della colonna sonora a tempo pieno. Nello stesso anno vinse la commissione per scrivere la colonna sonora per il film Slayground . Da quel momento in poi è stato costantemente richiesto, in particolare dalla televisione britannica. Per le reti inglese, il suo lavoro è ampio e include Chiller, An Unsuitable Job for a Woman, The Buccaneers, The Crow Road, Dalziel and Pascoe, Ghostboat, Rockface, Into the Blu, The Blackheath Poisonings, Guardie del corpo, Cadfael, Clarissa, Capital City, Noah's Ark, Pie in the Sky, The Beggar Bride, Our Friends in the North, Between the Lines, Mobile, Cold Blood, Anglo-Saxon Atitudes, Doc Martin, Half Broken Things, Foyle's War, Ivanhoe, Hot Money, Deceit e Imogen's Face .
Nel 1993, ha composto le musiche dell'immagine d'antenna dell'uomo mascherato della TSI.
Ha anche composto la musica per la popolare serie di animazione per bambini, Angelina Ballerina, nonché diverse altre serie di animazione e film per bambini, tra cui Il mondo di Peter Rabbit and Friends, The Story Store, Truckers, The Willows in Winter, The Wind in the Willows, Il racconto di Jack Frost, Oi! Scendi dal nostro treno, Toot and Puddle, Fungus the Bogeyman, The Sandman and Faeries .
I suoi altri crediti cinematografici includono Rawhead Rex (1986), Bellman e True (1987), Vampire's Kiss (1988, con Nicolas Cage), Getting It Right (1989), The Wolves of Willoughby Chase (1989), Hands of a Murderer (1990), con Edward Woodward ), The Puppet Masters (1994, con Donald Sutherland), Captives (1994, con Tim Roth), Space Truckers (1996, con Dennis Hopper), Guest House Paradiso (1999), Essex Boys (2000), Man Dancin ' (2003), Crimson Rivers II: Angels of the Apocalypse (2004) e Red Mercury (2005). Ha lavorato più volte per la regista tedesca Claudia Garde per la serie TV Tatort.
La principale passione musicale di Towns è il jazz e ha pubblicato diversi album con la big band da lui fondata, la Mask Orchestra . Una lunga collaborazione con la cantante jazz italiana Maria Pia De Vito è iniziata nel 1996.

## Discografia parziale

### Solista
- 1978 - Full Circle
- 1982 - Making Faces
- 1983 - Drama
- 1985 - Pastoral/Romantic
- 1985 - Dramatic Brass And Electronics
- 1988 - Blind Justice
- 1989 - The Wolves Of Willoughby Chase
- 1990 - Capital City
- 1994 - The Puppet Masters (Original Motion Picture Soundtrack)
- 1995 - The Buccaneers
- 1998 - Solo Instruments - Strings
- 1999 - The Wind In The Willows Attraction
- 2004 - Les Rivieres Pourpres 2 - Les Anges De L'apocalypse
- 2005 - Mon Ange
- 2007 - Doc Martin

### Ian Gillan Band
Studio
- 1977 – Clear Air Turbulence
- 1977 – Scarabus
- 1997 – The Rockfield mixes (ristampato come Before the Turbulence nel 2012)
- 2003 – Rarities 1975-1977

Live
- 1978 – Live at the Budokan Vol. 1 (EastWorld Records)
- 1978 – Live at the Budokan Vol. 2 (EastWorld Records)
- 1983 – Live at the Budokan Vol. 1 & 2 (Virgin Records)
- 1989 – Live at the Budokan (Virgin Records, CD release)
- 1998 – Live at the Rainbow
- 2001 – Live: Yubin Chokin Hall, Hiroshima

### Gillan
Studio
- 1978 - Gillan (a.k.a.The Japanese Album)
- 1979 - Mr. Universe
- 1980 - Glory Road
- 1980 - Future Shock
- 1981 - Double Trouble
- 1982 - Magic

Live
- 1990 - Live at Reading '80
- 1998 - Dead of Night - At the BBC vol. One
- 1998 - Unchain Your Brain - At the BBC vol. Two
- 2009 - Live: Triple Trouble

### Mark Orchestra
- 1993 - Colin Towns' Mask Orchestra* - Mask Orchestra
- 1996 - Colin Towns Mask Orchestra - Nowhere & Heaven (2xCD, Album)
- 1997 - Colin Towns Mask Orchestra - Bolt From The Blue
- 1999 - Colin Towns' Mask Symphonic* Featuring Norma Winstone & Maria Pia De Vito - Dreaming Man With Blue Suede Shoes
- 2001 - Another Think Coming
- 2004 - The Orpheus Suite
- 2015 - Drama

### Bernie Tormé
- 1980 - Bernie Tormé - The Beat
- 1982 - Baron Rojo - Volumen Brutal
- 1982 - Bernie Tormé - Turn Out The Lights
- 1985 - Tormé - Back To Babylon
- 2018 - Bernie Tormé - Shadowland

### Collaborazioni
- 1975 - George Moody - Country Roads
- 1979 - Samson - Survivors
- 1979 - Cliff Whelan - Portrait
- 1983 - McCoy - McCoy
- 1983 - McCoy - Think Hard
- 1986 - Paul Samson - Joint Forces
- 1997 - McCoy - Think Hard Again
- 2003 - Alan Skidmore's Ubizo - Ubizo
- 2007 - Eat This - The Number One Album
- 2008 - G.M.T. - Evil Twin
- 2008 - Alan Skidmore's Ubizo - 50 Journeys
- 2009 - Blue Touch Paper - Stand Well Back